# Rochedo (kommun i Brasilien)
Rochedo är en kommun i Brasilien.   Den ligger i delstaten Mato Grosso do Sul, i den södra delen av landet, 900 km sydväst om huvudstaden Brasília. Antalet invånare är 4 922.
Omgivningarna runt Rochedo är huvudsakligen savann. Runt Rochedo är det mycket glesbefolkat, med 2 invånare per kvadratkilometer.